# つくば都市圏
つくば都市圏（つくばとしけん）は、茨城県つくば市（筑波研究学園都市）を中心とした都市圏である。つくば市に隣接する土浦市などを含む域内総生産は約3兆2595億円。水戸市を中心とした水戸都市圏を上回り、県内最大規模である。

## 定義
一般的な都市圏の定義については都市圏を参照のこと。

### 「10% 都市圏」（通勤圏）
15%通勤圏に含まれるのはつくば市、10% 通勤圏に含まれるのはつくば市と土浦市となっている。2010年国勢調査の基準ではつくば市や土浦市など7市1町1村で都市雇用圏を構成する。2015年の人口は727,832人であり、茨城県内のみで構成される都市圏としては水戸都市圏（約67万人）を超え県内最大規模である。
都市雇用圏（10% 通勤圏）の変遷
- 都市雇用圏を構成しない町村は、各統計年の欄で灰色かつ「-」で示す。

| 自治体 （'80） | 1980年                 | 1990年                   | 1995年                   | 2000年                   | 2005年                   | 2010年                   | 2015年                   | 2020年                   | 自治体 （'20） |
| -------------- | ---------------------- | ------------------------ | ------------------------ | ------------------------ | ------------------------ | ------------------------ | ------------------------ | ------------------------ | -------------- |
| 下妻市         | -                      | -                        | -                        | -                        | つくば 都市圏            | つくば 都市圏 72万5858人 | つくば 都市圏 84万3402人 | つくば 都市圏 89万9046人 | 下妻市         |
| 千代川村       | -                      | -                        | -                        | -                        | つくば 都市圏            | つくば 都市圏 72万5858人 | つくば 都市圏 84万3402人 | つくば 都市圏 89万9046人 | 下妻市         |
| 小川町         | -                      | -                        | -                        | -                        | -                        | つくば 都市圏 72万5858人 | つくば 都市圏 84万3402人 | つくば 都市圏 89万9046人 | 小美玉市       |
| 美野里町       | -                      | 石岡 都市圏 10万9628人   | つくば 都市圏 52万2435人 | つくば 都市圏 55万5178人 | つくば 都市圏 74万4106人 | つくば 都市圏 72万5858人 | つくば 都市圏 84万3402人 | つくば 都市圏 89万9046人 | 小美玉市       |
| 玉里村         | 石岡 都市圏 5万4817人  | 石岡 都市圏 10万9628人   | つくば 都市圏 52万2435人 | つくば 都市圏 55万5178人 | つくば 都市圏 74万4106人 | つくば 都市圏 72万5858人 | つくば 都市圏 84万3402人 | つくば 都市圏 89万9046人 | 小美玉市       |
| 石岡市         | 石岡 都市圏 5万4817人  | 石岡 都市圏 10万9628人   | つくば 都市圏 52万2435人 | つくば 都市圏 55万5178人 | つくば 都市圏 74万4106人 | つくば 都市圏 72万5858人 | つくば 都市圏 84万3402人 | つくば 都市圏 89万9046人 | 石岡市         |
| 八郷町         | -                      | 石岡 都市圏 10万9628人   | つくば 都市圏 52万2435人 | つくば 都市圏 55万5178人 | つくば 都市圏 74万4106人 | つくば 都市圏 72万5858人 | つくば 都市圏 84万3402人 | つくば 都市圏 89万9046人 | 石岡市         |
| 美浦村         | -                      | -                        | つくば 都市圏 52万2435人 | つくば 都市圏 55万5178人 | つくば 都市圏 74万4106人 | つくば 都市圏 72万5858人 | つくば 都市圏 84万3402人 | つくば 都市圏 89万9046人 | 美浦村         |
| 阿見町         | 土浦 都市圏 21万6337人 | 土浦 都市圏 22万1948人   | つくば 都市圏 52万2435人 | つくば 都市圏 55万5178人 | つくば 都市圏 74万4106人 | つくば 都市圏 72万5858人 | つくば 都市圏 84万3402人 | つくば 都市圏 89万9046人 | 阿見町         |
| 出島村         | 土浦 都市圏 21万6337人 | 土浦 都市圏 22万1948人   | つくば 都市圏 52万2435人 | つくば 都市圏 55万5178人 | つくば 都市圏 74万4106人 | つくば 都市圏 72万5858人 | つくば 都市圏 84万3402人 | つくば 都市圏 89万9046人 | かすみがうら市 |
| 千代田村       | 土浦 都市圏 21万6337人 | 土浦 都市圏 22万1948人   | つくば 都市圏 52万2435人 | つくば 都市圏 55万5178人 | つくば 都市圏 74万4106人 | つくば 都市圏 72万5858人 | つくば 都市圏 84万3402人 | つくば 都市圏 89万9046人 | かすみがうら市 |
| 新治村         | 土浦 都市圏 21万6337人 | 土浦 都市圏 22万1948人   | つくば 都市圏 52万2435人 | つくば 都市圏 55万5178人 | つくば 都市圏 74万4106人 | つくば 都市圏 72万5858人 | つくば 都市圏 84万3402人 | つくば 都市圏 89万9046人 | 土浦市         |
| 土浦市         | 土浦 都市圏 21万6337人 | 土浦 都市圏 22万1948人   | つくば 都市圏 52万2435人 | つくば 都市圏 55万5178人 | つくば 都市圏 74万4106人 | つくば 都市圏 72万5858人 | つくば 都市圏 84万3402人 | つくば 都市圏 89万9046人 | 土浦市         |
| 筑波町         | 土浦 都市圏 21万6337人 | つくば 都市圏 14万2928人 | つくば 都市圏 52万2435人 | つくば 都市圏 55万5178人 | つくば 都市圏 74万4106人 | つくば 都市圏 72万5858人 | つくば 都市圏 84万3402人 | つくば 都市圏 89万9046人 | つくば市       |
| 谷田部町       | -                      | つくば 都市圏 14万2928人 | つくば 都市圏 52万2435人 | つくば 都市圏 55万5178人 | つくば 都市圏 74万4106人 | つくば 都市圏 72万5858人 | つくば 都市圏 84万3402人 | つくば 都市圏 89万9046人 | つくば市       |
| 大穂町         | -                      | つくば 都市圏 14万2928人 | つくば 都市圏 52万2435人 | つくば 都市圏 55万5178人 | つくば 都市圏 74万4106人 | つくば 都市圏 72万5858人 | つくば 都市圏 84万3402人 | つくば 都市圏 89万9046人 | つくば市       |
| 豊里町         | -                      | つくば 都市圏 14万2928人 | つくば 都市圏 52万2435人 | つくば 都市圏 55万5178人 | つくば 都市圏 74万4106人 | つくば 都市圏 72万5858人 | つくば 都市圏 84万3402人 | つくば 都市圏 89万9046人 | つくば市       |
| 桜村           | 桜 都市圏 3万4507人    | つくば 都市圏 14万2928人 | つくば 都市圏 52万2435人 | つくば 都市圏 55万5178人 | つくば 都市圏 74万4106人 | つくば 都市圏 72万5858人 | つくば 都市圏 84万3402人 | つくば 都市圏 89万9046人 | つくば市       |
| 茎崎町         | 東京 都市圏            | 東京 都市圏              | 東京 都市圏              | 東京 都市圏              | つくば 都市圏 74万4106人 | つくば 都市圏 72万5858人 | つくば 都市圏 84万3402人 | つくば 都市圏 89万9046人 | つくば市       |
| 牛久町         | 東京 都市圏            | 東京 都市圏              | 東京 都市圏              | 東京 都市圏              | つくば 都市圏 74万4106人 | つくば 都市圏 72万5858人 | つくば 都市圏 84万3402人 | つくば 都市圏 89万9046人 | 牛久市         |
| 伊奈村         | 東京 都市圏            | 東京 都市圏              | 東京 都市圏              | 東京 都市圏              | つくば 都市圏 74万4106人 | 東京 都市圏              | 東京 都市圏              | つくば 都市圏 89万9046人 | つくばみらい市 |
| 谷和原村       | -                      | 水海道 都市圏 5万4258人  | 水海道 都市圏 5万6909人  | 水海道 都市圏 8万1145人  | 水海道 都市圏 5万7385人  | 東京 都市圏              | 東京 都市圏              | つくば 都市圏 89万9046人 | つくばみらい市 |
| 水海道市       | -                      | 水海道 都市圏 5万4258人  | 水海道 都市圏 5万6909人  | 水海道 都市圏 8万1145人  | 水海道 都市圏 5万7385人  | 常総 都市圏 12万1434人   | つくば 都市圏            | つくば 都市圏 89万9046人 | 常総市         |
| 石下町         | -                      | -                        | -                        | 水海道 都市圏 8万1145人  | つくば 都市圏            | 常総 都市圏 12万1434人   | つくば 都市圏            | つくば 都市圏 89万9046人 | 常総市         |
| 岩井市         | -                      | -                        | -                        | -                        | -                        | 常総 都市圏 12万1434人   | つくば 都市圏            | つくば 都市圏 89万9046人 | 坂東市         |
| 猿島町         | -                      | -                        | -                        | -                        | -                        | 常総 都市圏 12万1434人   | つくば 都市圏            | つくば 都市圏 89万9046人 | 坂東市         |
| 明野町         | 下館 都市圏            | 下館 都市圏              | 下館 都市圏              | つくば 都市圏            | 下館 都市圏              | 筑西 都市圏              | 筑西 都市圏              | 筑西 都市圏              | 筑西市         |

- 1980年の桜都市圏を構成している桜村は、後のつくば都市圏の中心部を成すため、つくば都市圏と同色とした。
- 1990年のつくば都市圏の10% 都市圏はつくば市。1995年、2000年のつくば都市圏の10% 都市圏は、つくば市と土浦市。

- 1986年6月1日；牛久町が市制施行して牛久市となる。
- 1987年11月30日：新治郡桜村、筑波郡谷田部町、豊里町、大穂町が新設合併してつくば市となる。
- 1988年1月31日：つくば市が筑波郡筑波町を編入する。
- 1992年1月1日：千代田村が町制施行して千代田町となる。
- 1997年4月1日：出島村が町制施行・改称して霞ヶ浦町となる。
- 2002年11月1日：つくば市が稲敷郡茎崎町を編入する。
- 2005年
  - 3月22日：岩井市、猿島郡猿島町が新設合併して坂東市となる。
- 3月28日：新治郡千代田町、霞ヶ浦町が新設合併してかすみがうら市となる。
  - 10月1日：石岡市、新治郡八郷町が新設合併して石岡市となる。
- 2006年
  - 1月1日
    - 下妻市が結城郡千代川村を編入する。
    - 水海道市が結城郡石下町を編入し常総市となる。

  - 2月20日：土浦市が新治郡新治村を編入する。
  - 3月27日
    - 筑波郡伊奈町、谷和原村が合併しつくばみらい市となる。
    - 東茨城郡美野里町、小川町、新治郡玉里村が新設合併して小美玉市となる。